# Promachónas
Promachónas är en ort i Grekland.   Den ligger i prefekturen Nomós Serrón och regionen Mellersta Makedonien, i den norra delen av landet, 400 km norr om huvudstaden Aten. Promachónas ligger 76 meter över havet och antalet invånare är 140.
Terrängen runt Promachónas är varierad. Promachónas ligger nere i en dal.Runt Promachónas är det mycket glesbefolkat, med 5 invånare per kvadratkilometer. Närmaste större samhälle är Néo Petrítsi, 11,2 km sydväst om Promachónas. Trakten runt Promachónas består till största delen av jordbruksmark.